# Меморандум от сдружената македонска емиграция в София (1913)
„Меморандум от сдружената македонска емиграция в София“ е документ на Македонските братства в София, изпратен до чуждите дипломатически мисии в София в навечерието на Междусъюзническата война. Мемоарът има за цел да утвърди българщината на Македония и същевременно да повлияе на българския кабинет да не сключва териториални сделки със съюзниците си.